# Finala Cupei Campionilor Europeni 1965
Finala Cupei Campionilor Europeni 1965 a fost un meci de fotbal între Internazionale din Italia și S.L. Benfica din Portugalia. A avut loc pe San Siro din Milano, pe 27 mai 1965.

## Detalii
| Internazionale | 1 – 0  | Benfica |
| -------------- | ------ | ------- |
| Jair 59'       | Report |         |

| Internazionale | Benfica |

| INTERNAZIONALE: |    |                    |
|                 |    |                    |
| P               | 1  | Giuliano Sarti     |
| F               | 2  | Tarcisio Burgnich  |
| F               | 3  | Giacinto Facchetti |
| M               | 4  | Gianfranco Bedin   |
| F               | 5  | Aristide Guarneri  |
| F               | 6  | Armando Picchi     |
| M               | 7  | Jair da Costa      |
| A               | 8  | Sandro Mazzola     |
| A               | 9  | Joaquín Peiró      |
| M               | 10 | Luis Suárez        |
| M               | 11 | Mario Corso        |
| Antrenor:       |    |                    |
| Helenio Herrera |    |                    |

| BENFICA:      |    |                 |
|               |    |                 |
| P             | 1  | Costa Pereira   |
| F             | 2  | Domiciano Cavém |
| F             | 3  | Fernando Cruz   |
| F             | 4  | Germano         |
| F             | 5  | Raúl Machado    |
| M             | 6  | José Neto       |
| M             | 7  | José Augusto    |
| M             | 8  | Mário Coluna    |
| A             | 9  | José Torres     |
| A             | 10 | Eusébio         |
| A             | 11 | António Simões  |
| Antrenor:     |    |                 |
| Elek Schwartz |    |                 |